# Nothoschistus melampogon
Nothoschistus melampogon är en tvåvingeart som först beskrevs av Philippi 1865.  Nothoschistus melampogon ingår i släktet Nothoschistus och familjen svävflugor. Inga underarter finns listade i Catalogue of Life.